# 다테 시게자네

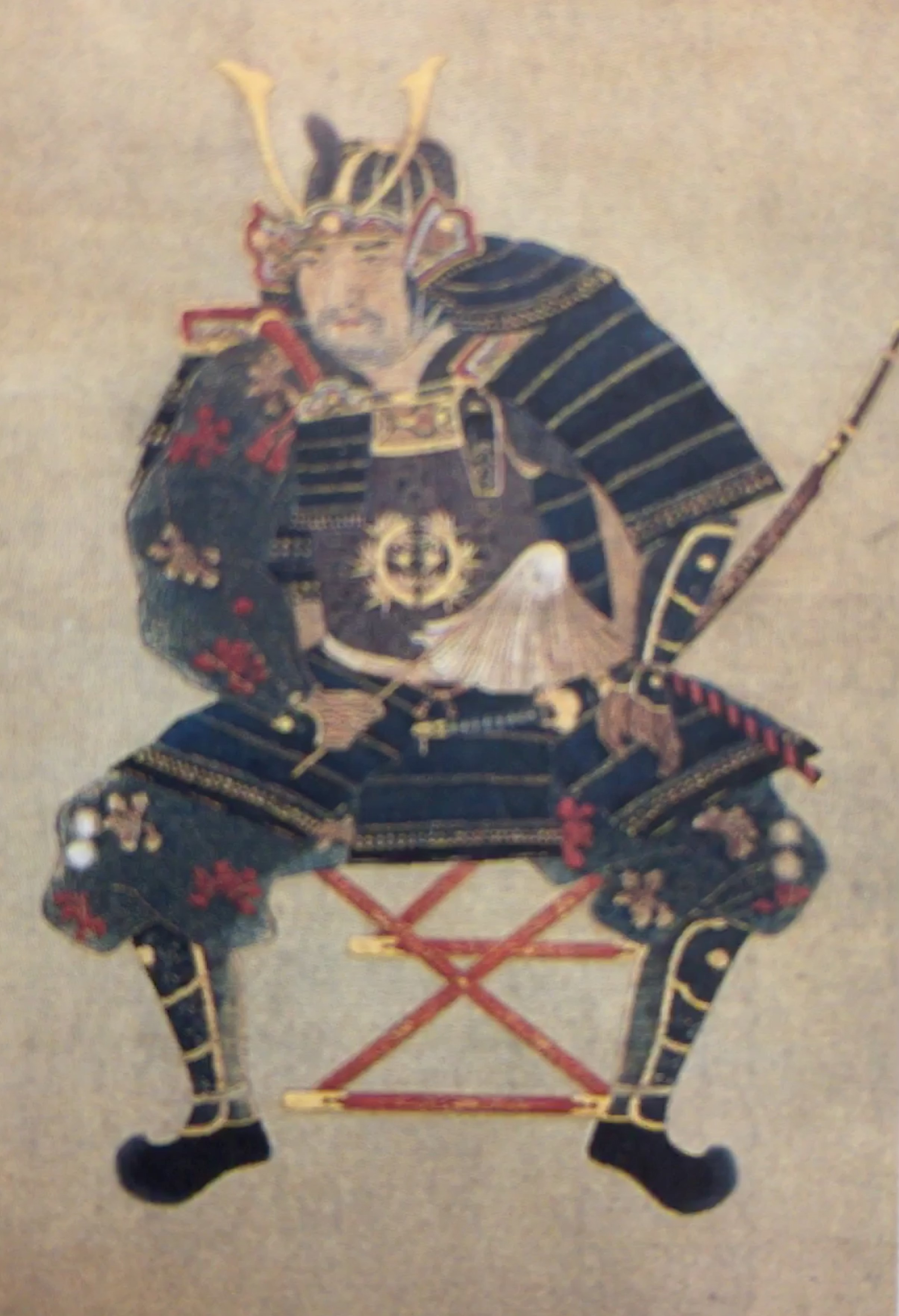
다테 시게자네

다테 시게자네(일본어: 伊達 成実, 1568년 ~ 1646년 7월 16일)는 센고쿠 시대 후기부터 에도 시대 전기까지의 무장이다. 아버지는 다테 사네모토(伊達実元). 센다이번의 번주 다테 마사무네(伊達政宗)의 사촌동생이자 센다이 번의 중신으로서 최강의 맹장(猛將)이다.

## 생애
시게자네에 대한 마사무네의 신뢰는 매우 두터웠다. 다테 마사무네가 오슈 정벌할 때 용맹을 크게 떨쳐 다테 마사무네가 오슈의 패권을 장악하는 데에 크게 공헌했다. 특히 다테 시게자네는 '결코 뒷걸음질치지 않는다'의 뜻을 나타내는 백 개의 다리가 달린 지네가 붙은 투구를 애용해, 스스로 '용맹 무쌍'으로 칭했다.
마사무네가 임진왜란에 출전하자 마사무네를 따라가서 임진왜란에도 참전했으나 특별한 전공을 세우지 못하자 마사무네와 불화하여 출분한다. 에치고 우에스기 가문에 초대되지만 이것을 사양하고 가타쿠라 가게쓰나(片倉景綱) 등의 설득으로 돌아와 다시 마사무네와 합병한다. 마사무네의 일기를 대신 써주기도 하였다.
말년에는 에도 막부 쇼군 도쿠가와 이에미쓰(德川家光)에게 자신의 무용담인 오슈군담을 들려주기도 했다.
| 전임 (다테 사네모토) | 제1대 와타리 다테씨 당주 1603년 ~ 1646년 | 후임 다테 무네자네 |